# Gólya, gólya, gilice
A Gólya, gólya, gilice kezdetű gyermekdalt Sztankó Béla gyűjtötte. Kiss Áron Magyar gyermekjáték-gyűjtemény című, 1891-ben kiadott művéből maradt ránk. A gyerekek akkor énekelték, amikor tavasszal először láttak gólyát.
Feldolgozás:
| Szerző        | Mire                | Mű                          | Előadás |
| ------------- | ------------------- | --------------------------- | ------- |
| Kodály Zoltán | gyermekkar          | Gólya-nóta                  | [ 1 ]   |
| Ludvig József | ének, gitárakkordok | Kis kacsa fürdik…, 6. oldal |         |

## Kotta és dallam
Gólya, gólya, gilice,

mitől véres a lábad?

Török gyerek elvágta,

magyar gyerek gyógyítja,

síppal, dobbal, nádi hegedűvel.
A gilice itt a gólya népi elnevezése. A nádi hegedű nádból vagy kukoricaszárból készült játékhegedű. A sípot fűzfából, a dobot bádog edényből csinálták.
A véres láb a gólya piros lábára utal, a török gyerek a 150 éves török uralomra (a török a rossz szimbóluma), a síppal, dobbal, nádihegedűvel pedig a sámángyógyítás ősrégi emléke.

## Felvételek
- Gólya, gólya, gilice. Geredy Emilné  YouTube (2015. május 27.)  (Hozzáférés: 2016. május 18.) (videó) ének
- Gólya gólya gilice és Koszorú koszorú. YouTube (2015. november 16.)  (Hozzáférés: 2016. május 18.) (videó) 0:32-ig. fuvola zongorakísérettel